# Hanne Vandewinkel
Hanne Vandewinkel (* 21. Mai 2004 in Bree) ist eine belgische Tennisspielerin.

## Karriere
Hanne Vandewinkel trat bislang vor allem bei Turnieren der ITF Junior Tour und der ITF Women’s World Tennis Tour an, wo sie neun Titel im Einzel und drei im Doppel gewinnen konnte.
2021 erreichte sie bei den French Open im Juniorinneneinzel mit einem 6:4 und 6:3-Sieg über Tatiana Barkova die zweite Runde des Hauptfeldes, wo sie dann gegen Océane Babel mit 6:4, 5:7 und 4:6 verlor. Im Juniorinnendoppel unterlag sie mit ihrer Partnerin Nicole Rivkin gegen Victoria Jiménez Kasintseva und Linda Nosková knapp in drei Sätzen mit 6:3, 1:6 und [9:11]. In Wimbledon verlor sie im Juniorinneneinzel in der ersten Runde gegen die Qualifikantin Jelena Pridankina mit 3:6 und 2:6. Bei den US Open 2021 unterlag sie im Juniorinneneinzel in der ersten Runde der Qualifikantin Annabelle Xu mit 0:6 und 3:6. Im Juniorinnendoppel erreichte sie mit Partnerin Alexandra Eala das Halbfinale.
2022 schied Vandewinkel zu Beginn der Saison bei den Australian Open im Juniorinneneinzel bereits in der ersten Runde gegen Mia Kupres mit 4:6, 6:4 und 2:6 aus. Im Juniorinnendoppel erreichte sie mit ihrer Partnerin Anca Alexia Todoni mit einem 6:4 und 6:4-Sieg über Lily Fairclough und Yilin Yan das Achtelfinale, wo die beiden dann gegen Alexis Blokhina und Liv Hovde mit 6:75 und 1:6 verloren. Bei den French Open erreichte sie im Juniorinneneinzel mit einem 6:4 und 6:1 über Ahmani Guichard die zweite Runde, wo sie dann gegen Solana Sierra mit 4:6 und 0:6 verlor. Im Juniorinnendoppel erreichte sie mit Partnerin Diana Schneider das Viertelfinale.
Im Oktober 2022 gewann sie ihr erstes ITF-Turnier in Monastir.

## Turniersiege

### Einzel
| Nr. | Datum             | Turnier   | Kategorie | Belag             | Finalgegnerin       | Ergebnis       |
| --- | ----------------- | --------- | --------- | ----------------- | ------------------- | -------------- |
| 1.  | 23. Oktober 2022  | Monastir  | ITF W15   | Hartplatz         | Eleni Kordolaimi    | 6:3, 1:6, 6:1  |
| 2.  | 20. November 2022 | Monastir  | ITF W15   | Hartplatz         | Anastassija Gurjewa | 6:2, 6:1       |
| 3.  | 28. November 2022 | Monastir  | ITF W15   | Hartplatz         | Tsao Chia-yi        | 6:2, 7:5       |
| 4.  | 5. März 2023      | Manacor   | ITF W15   | Hartplatz         | Bojana Klincov      | 6:1, 6:0       |
| 5.  | 26. November 2023 | Limassol  | ITF W25   | Hartplatz         | Sofia Costoulas     | 6:2, 4:6, 6:4  |
| 6.  | 5. Mai 2024       | Hammamet  | ITF W35   | Sand              | Ikumi Yamazaki      | 6:1, 6:1       |
| 7.  | 1. September 2024 | Oldenzaal | ITF W50   | Sand              | Polina Kudermetowa  | 4:6, 6:2, 7:63 |
| 8.  | 24. November 2024 | Lousada   | ITF W35   | Hartplatz (Halle) | Susan Bandecchi     | 6:4, 6:2       |
| 9.  | 19. Januar 2025   | La Marsa  | ITF W50   | Hartplatz         | Linda Klimovičová   | 6:4, 6:1       |

### Doppel
| Nr. | Datum             | Turnier  | Kategorie | Belag     | Partnerin        | Finalgegnerinnen                                       | Ergebnis  |
| --- | ----------------- | -------- | --------- | --------- | ---------------- | ------------------------------------------------------ | --------- |
| 1.  | 26. Februar 2022  | Monastir | ITF W15   | Hartplatz | Clervie Ngounoue | Mara Guth Mia Mack                                     | 6:1, 6:2  |
| 2.  | 4. März 2023      | Manacor  | ITF W15   | Hartplatz | Joëlle Steur     | Yvonne Cavalle-Reimers Marta Huqi González Encinas     | 7:64, 6:2 |
| 3.  | 25. November 2023 | Limassol | ITF W25   | Hartplatz | Julie Štruplová  | Katharina Hobgarski Guiomar Maristany Zuleta de Reales | 6:4, 6:4  |